# Una vita da sballo
Una vita da sballo (A Great Life) è un film erotico italiano del 1993 diretto da Ninì Grassia e Gianni Cozzolino (non accreditato). Il film è stato girato a Rimini.
Rientra a tutti gli effetti nella filmografia di Ninì Grassia, oltre nelle vesti di regista è anche produttore, e poi ha curato sceneggiatura, soggetto e colonna sonora della pellicola
È il remake del film Il cantante e il campione del 1985 diretto dallo stesso Grassia.

## Trama
Massimo, giovanissimo ballerino napoletano, va a Rimini in cerca di fortuna e avventure. Troverà l'una e le altre, ma sconvolgendo diverse vite, fino al suo arrivo piatte e tranquille.
Fa amicizia con il dj Franco, che lo fa assumere come cameriere e gli fa conoscere la sorella Rosaria. Franco trascura la fidanzata Laura e si esibisce nella discoteca Pascià. Diventa l'amante della proprietaria, mentre la sorella di lei avvia un rapporto con Massimo.
Massimo in coppia con Laura partecipa alla gara di danza moderna. Ma proprio Laura e Rosaria scoprono di esser entrambe tradite dai due amici e si vendicano, con l'aiuto del "professore" loro amico, e alla fine Massimo e Franco tornano con le loro rispettive compagne.

## Cast
Il film è una commedia del genere Flashdance, vietato ai minori di 18 anni ed è interpretato, tra gli altri, dal cantante Alex Damiani e da Saverio Vallone al suo sesto film con il regista.
È il terzo di cinque film interpretati da Cristina Barsacchi tra quelli curati a vario titolo da Ninì Grassia (tra regia e produzione).
Poco apprezzato e poco pubblicizzato all'epoca, il film è oggi relegato alle notturne delle TV private italiane.